# Paweł Diakon
Paweł Diakon (ur. ok. 720, zm. przed 800) – mnich benedyktyński z klasztoru na Monte Cassino, poeta, kronikarz, autor m.in. Historii Longobardów.

## Życiorys
Paweł Diakon pochodził z ludu Longobardów. Prawdopodobnie miejscem urodzenia była jego posiadłość rodowa niedaleko Cividale del Friuli. Jego rodowód w linii męskiej wywodził się od Leupchisa (prapradziad po mieczu), pochodzącego z Panonii. Około 568 roku Leuphis osiadł w rejonie Forum Iulii. Pradziad Pawła Diakona, Leupihis, został porwany w 610 roku przez Awarów, jednak powrócił w rodzime strony i odbudował zniszczoną posiadłość. Dziadem Pawła Diakona był Arichis, zaś ojcem – Warnefried. Matką przyszłego mnicha była Teudelinde. Paweł Diakon miał starszego brata Arichisa, który odziedziczył posiadłość po ojcu, oraz nieznaną z imienia siostrę, która wstąpiła do klasztoru.
Paweł Diakon otrzymał wykształcenie retoryczno-gramatyczne i związał się z dworem Ratichisa, gdzie zawarł przyjaźń z córką Dezyderiusza Adelpergą i jej małżonkiem Arechisem. Prawdopodobnie w 774 roku, tj. po upadku państwa Longobardów, Paweł Diakon wstąpił do klasztoru benedyktyńskiego na Monte Cassino. Motywy tej decyzji nie są znane. Być może powodował nim polityczny upadek ludzi z jego otoczenia, bądź nakaz zwycięzcy nad Dezyderiuszem Karola Wielkiego, który w ten sposób pozbywał się niepewnych podwładnych. Już będąc zakonnikiem, dowiedział się o utracie posiadłości przez swoją rodzinę na skutek nieudanego powstania Longobardów pod wodzą Hrodgauda przeciwko Frankom, w którym wziął udział starszy brat Pawła Diakona.
W 782 roku Paweł Diakon zwrócił się z prośbą w formie elegii do Karola Wielkiego o przywrócenie majątku swojej rodzinie i wolności bratu. Został wtedy zaproszony jako nauczyciel gramatyki na dwór władcy. Wykorzystując swe zdolności dyplomatyczne, przyczynił się do zwolnienia longobardzkich jeńców z niewoli w zamian za przyrzeczenie pozostania na dworze. Spisana po jego śmierci legenda głosiła, że Paweł Diakon próbował pozbawić życia Karola Wielkiego, a gdy dwór domagał się ukarania go przez obcięcie rąk, władca odmówił. Po zamachu mnich miał udać się na wyspę, a stamtąd na dwór Arechisa i Adelpergi, po śmierci Arechisa zaś powrócić na Monte Cassino.
W 786 roku Paweł Diakon wraz z dworem Karola Wielkiego odbył podróż po Europie: klasztory Metz, Corbie, Rzym, Monte Cassino. Samodzielnie kontynuował wyprawę na dwór księcia Benewentu Arechisa. Benewent był enklawą Longobardów, która za cenę haraczu pozostała niewchłonięta przez państwo Franków, a na dworze jego władcy znajdowali schronienie uchodźcy z północnej Italii. Dzięki staraniom Pawła Diakona napięte wówczas stosunki polityczne pomiędzy Karolem Wielkim a Arechisem uległy ociepleniu.
Paweł Diakon zmarł w Monte Cassino 13 kwietnia prawdopodobnie przed 800 rokiem, gdyż w swoich dziełach przy imieniu Karola Wielkiego podawał tytuł rex (Karol Wielki został koronowany na cesarza w 800 roku).

## Twórczość
Historia Longobardów
Historia Longobardów liczy 6 ksiąg. Przy jej pisaniu Paweł Diakon korzystał z niezachowanych współcześnie dzieł Sekundusa z Trydentu (zm. 612) Kroniki Longobardów i prawdopodobnie z Origo gentis Longobardorum (O pochodzeniu Longobardów). Sięgnął również do Kroniki Perktarita, Kroniki Fredegara, Księgi pontyfikalnej, prac Grzegorza z Tours, Bedy Czcigodnego, Izydora z Sewilli, Jordanesa i Wenancjusza Fortunasa. Historia Longobardów zawiera cytaty z Wergiliusza, Pliniusza Starszego, Aureliusza Wiktora, Justynusa.
Dzieło przedstawia historię ludu od czasów legendarnych do 744 roku. Nie jest ukończone, nie posiada wstępu i zakończenia, co może sugerować, że autor zmarł nagle i nie opisał czasów mu współczesnych. W części legendarnej Paweł Diakon zawarł m.in. informacje o germańskich wierzeniach pogańskich (bóstwo Wodan i jego żona, ludzie o psich głowach itd.), co w piśmiennictwie VIII wieku było zjawiskiem rzadko spotykanym poza Skandynawią.
Historia rzymska
Historia rzymska liczy 16 ksiąg. Jest to podręcznik napisany dla Adelpergi, której autor był nauczycielem. Podstawą do jego kompilacji było Breviarium ab Urbe condita oraz dzieje Rzymu od czasów legendarnych do cesarza Walensa autorstwa Eutropiusza. Paweł Diakon dodał do podręcznika historię okresu Justyniana Wielkiego, korzystając z Historiarum adversus paganos libri VII (Siedem ksiąg dziejów przeciw poganom) Pawła Orozjusza, Kroniki Prospera z Akwitanii, Liber pontificalis (Księgi pontyfikalnej), Kroniki Świętego Hieronima, Podstępów wojennych Frontinusa i prac Jordanesa.
Pomniejsze dzieła
- Gesta episcoporum Metensium (Dzieje biskupów Metzu)
- Vita sancti Gregorii (Żywot Świętego Grzegorza papieża)
- Ad Donatum commentarius (Komentarz do Donata)
- Expositio super regulam sancti Benedicti  (Komentarz do reguły Św. Benedykta)
- wyciąg z leksykonu Pompejusza Festusa De verborum significatu (O znaczeniu wyrazów)
- Homilie w liczbie 244 w dwu księgach na porę letnią i zimową
- ok. 30 okolicznościowych wierszy